# Fossa (Fenolleda)
Fossa (l'endònim occità és Fòssa i el topònim oficial en francès, Fosse) és un municipi de la comarca de la Fenolleda, al departament dels Pirineus Orientals.
El poble de Fossa es troba a 510 m d'altitud, al sector N del terme, al peu de La Roca, format per un petit grup de cases i l'església parroquial. Més a migdia hi ha el barri de les Cabanes, on hi ha la meria (els dos nuclis són també anomenats Fossa de Dalt i Fossa de Baix). Més a migdia encara, vora la Matassa, se situa el Molí de Perles, que correspon a l'antic lloc esmentat.

## El terme
El terme municipal de Fossa, de petita extensió (4,43 km²), s'estén a la vall de la Matassa, als vessants S de la serra que separa aquesta vall de la de la Bolzana (continuació W de la serra de l'Esquerda). Comprèn el poble de Fossa i el barri de Cabanes, pròxim, i l'antic terme de Perles. Limita al N amb els termes de Cauders de Fenollet i Sant Pau de Fenollet, a l'E amb Sant Martí de Fenollet, al SE amb el Viver, al SW amb Virà i a l'W amb Fenollet. Travessa el territori la carretera D-9, de Cauders al Viver i Felluns, on enllaça amb la de Sant Pau de Fenollet a Prada (D-619).

## Orografia
L'abrupta carena calcària (alticlinal molt estret i alçat en vertical) que forma la divisòria amb la vall del Bolzana, límit septentrional del terme, assoleix 691 m a la Roca Roja i 664 m poc abans de la collada de Ventafarina (ja entre Sant Pau i Sant Martí). Al sud, s'obre, en una zona de margues negres, la vall de Fossa, on s'assenten, a banda i altra els dos nuclis que formen el municipi, Fossa i les Cabanes i la major part de les vinyes. Al sector del migdia conflueixen els recs de Virà i de Boissavila, procedents de Virà, per formar la Matassa; és una zona gneis del massís de l'Aglí, que a l'extrem meridional, amb el Cap Negre (602 m), coincideix amb la fi dels esquists i margues del sinclinal de Boissavila.
Hi ha claps de roures, especialment a les obagues més fresques, i a la resta landes, garrigues i algun alzinar. La superfície agrícola es limita a 150 ha (en més d'una dotzena d'explotacions), de les quals una quarantena d'hectàrees són de vinya (poc més d'una desena de denominació d'origen controlada i cap una trentena d'altres vins), 3 ha d'hortalisses, 15 ha de cereals i 86 ha de pastures i farratges. El cens ramader és d'una desena de bovins i prop d'un centenar d'ovins, amb molt pocs equins.

## Història
El comú de Fossa (esmentat Foça el 1395, Fosse el 1676), depenent els segles darrers de l'Antic Règim dels senyors de Sornià, té en el seu territori uns altres dos antics llocs: Les Cabanes i Perles. Les Cabanes ja és mencionada en la butlla del papa Sergi IV (1011) a favor de Sant Miquel de Cuixà com alou del monestir (alodem de Cabannas) i un text del 1395 dona a la seva església el títol de parròquia (parrochia de Cabanes), però el 750 és qualificada nomes com a capella. Quant a Perles, el juny de 889 una carta del rei Odó I de França (en francès Eudes) a favor de l'Abadia de Sant Policarp de Rasès confirmava a aquest monestir la seva possessió (Petrolas); Sant Miquel de Cuixà hi tingué un alou a la primera meitat del segle x, confirmat per una butlla d'Agapit II (alodem in Perolas, 950), alou augmentat el 1064 per donació testamentària d'un tal Guadall (in pago quae nuncupatur Perles). El monestir de Sant Martí de Les (dins la mateixa Fenolleda, al sector actualment del departament de l'Aude) hitenia, sembla, també terres, amb vinyes i molins, segons una butlla del mateix Agapit II datada el 954 (Pelrus, cum terris et vineis et silvis et aquimolis). Perles és encara citat el 1706 (Pierolis), amb Fossa, entre les localitats de la Fenolleda que es beneficiaren de la reducció del preu de la sal per part de Lluís XIV a conseqüència de les males collites que sofrí la comarca, de cara a les necessitats del bestiar.

## Geografia

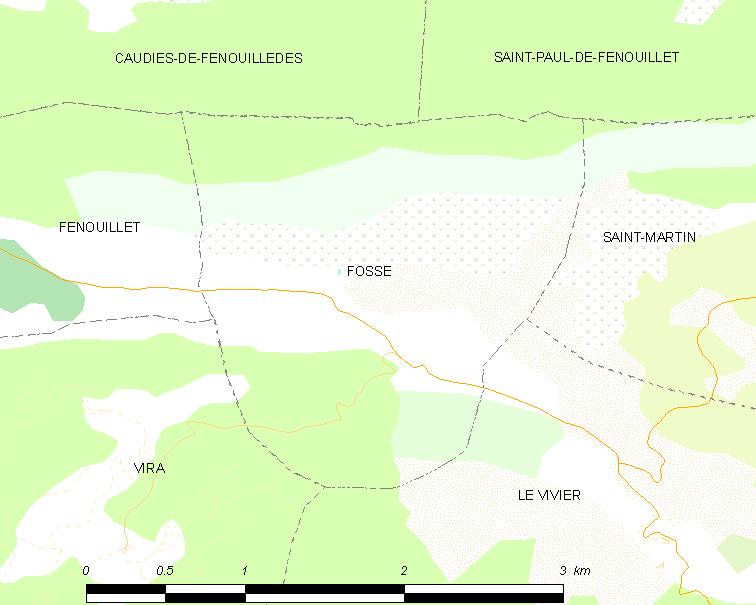
Mapa de la comuna de Fossa

## Administració i política

### Alcaldes
| Alcalde                | Període           |
| ---------------------- | ----------------- |
|                        |                   |
| Jean-Pierre Pellissier | cap a 1803 - ?    |
|                        |                   |
| Germain Pellissier     | abans de 1815 - ? |
|                        |                   |
| A. Pélissier           | cap a 1937 - ?    |
|                        |                   |
| Hervé Pagane           | 2001 - 2008       |
| Michel Garrigue        | 2008 -            |

## Demografia
La població ha estat tradicionalment escassa. El 1365 tenia 14 focs, que baixaren a 8 el 1367, 3 el 1375 i nomes 1 el 1395. El 1700 tenia 50 h, i el 1750, 80; el 1789 comptava amb 15 focs i el 1818 amb 134 ha. Al llarg del segle xix es mantingué per damunt de 100 (137 el 1834, 113 el 1861, 124 el 1891) i, el segle xx, per sota aquesta xifra: 99 h el 1926, 97 el 1954 i pels anys següents millor consultar el gràfic.

Població 1962-2008